# Anna Kendrick
Pour les articles homonymes, voir Kendrick.
Anna Kendrick, née le 9 août 1985 à Portland, dans le Maine, est une actrice, réalisatrice et chanteuse américaine. 
Elle est révélée durant les années 2000 par la saga Twilight, puis surtout par le remarqué In the Air, film pour lequel elle est nommée aux Golden Globes et aux Oscars comme meilleure actrice dans un second rôle.
À partir de 2012, elle tient le rôle de Beca, héroïne de la trilogie musicale The Hit Girls (Pitch Perfect).

## Biographie

### Enfance et scolarité
Née à Portland, dans l'État du Maine, Anna Cooke Kendrick est la fille de Janice Kendrick (née Cooke, le 15 juin 1949), comptable, et de William King Kendrick (16 décembre 1946 - 16 novembre 2022), professeur d'histoire travaillant aussi dans la finance. Elle a des origines irlandaise, anglaise et écossaise. Elle suit les cours de la Deering High School, un lycée public de Portland. Son frère aîné Michael Cooke Kendrick (né le 2 mars 1983), également acteur, a joué dans Les Légendes de Brooklyn.

### Vie privée
De 2009 à 2013, Anna Kendrick est la compagne du réalisateur et scénariste britannique Edgar Wright.  
De 2014 à 2020, elle partage ensuite la vie du directeur de la photographie britannique Ben Richardson,.  
En juin 2022, elle se sépare de l'acteur, scénariste et producteur américain Bill Hader après deux ans de relation. 
Le 16 novembre 2022, son père William King Kendrick meurt à l'âge de 75 ans d'une cirrhose du foie.

### Carrière

#### Débuts (1995-2006)
Elle commence sa carrière d'actrice à l'âge de dix ans. Ses parents la soutiennent énormément et la conduisent souvent de Portland jusqu'à New York afin qu'elle puisse y passer ses auditions. En 1998, elle obtient à douze ans le rôle de Dinah dans la comédie musicale High Society (musical) (en) jouée au Broadway Theatre, rôle qui lui vaut d'être récompensée au Theatre World Awards et d'avoir une citation au Tony Awards, faisant d'elle la troisième plus jeune actrice à décrocher une telle distinction. Elle est également nommée la même année aux Drama Desk Awards.
On la voit également dans plusieurs productions théâtrales comme la comédie musicale A Little Night Music, montée au New York City Opera, avec notamment Jeremy Irons, My Favorite Broadway/The Leading Ladies : Live at Carnegie Hall, Jane Eyre et The Little Princess, avant de faire ses débuts au cinéma en 2003 dans la comédie musicale Camp (en), pour lequel elle est nommée dans la catégorie meilleure actrice dans un second rôle en 2004 aux Chlotrudis Awards, suivi d'une autre nomination au Film Independent's Spirit Awards dans la catégorie meilleure débutante pour son interprétation du personnage Fritzi Wagner. La même année, elle apparaît dans le téléfilm The Mayor.

#### DeTwilightàIn the Air: révélation commerciale et critique (2007-2009)

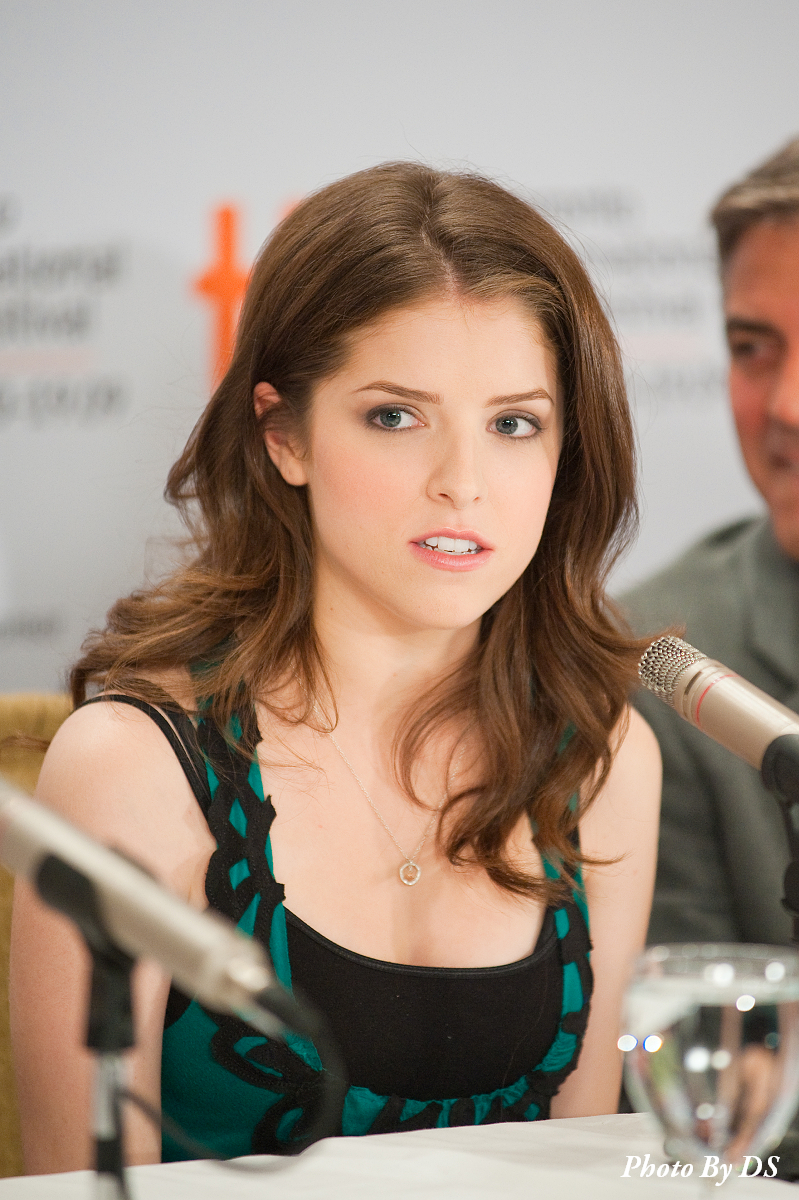
L'actrice au TIFF 2009, pour la présentation de In the Air.

En 2007, elle interprète Ginny Ryerson, une lycéenne à l'esprit ultra-compétitif dans la comédie Rocket Science, qui est présentée au Festival de Sundance la même année. Anna Kendrick dit qu'elle a trouvé le rôle impressionnant et exigeant, ayant assisté à un véritable championnat national étudiant d'argumentation. Sa performance est saluée par la critique, et elle est nommée à l'Independent Spirit Award de la meilleure actrice dans un second rôle.
À la fin de la même année, elle auditionne pour le rôle de Jessica Stanley dans Twilight, chapitre I : Fascination, un film adapté du premier livre de la série de romans Twilight, de Stephenie Meyer. Elle avait l'intention de présenter divers rôles lors de cette audition, avec les différents acteurs ; mais, malade, elle doit s'éclipser — elle raconte : « J'étais tellement mal qu'ils m'ont demandé de rester, et je leur ai dit littéralement que je ne pouvais pas parce que je me sentais tellement mal et j'ai dû rentrer à la maison. » Toutefois, elle passe ultérieurement une autre session de casting, où on lui donne le rôle de Jessica. La scénariste Melissa Rosenberg dit que les personnages de Jessica Stanley et Lauren Mallory dans le livre ont été combinés pour créer le rôle de Jessica.
Bien que son personnage ne soit que secondaire, elle se fait connaître du grand public avec ce film, qui remporte un véritable succès commercial, malgré une critique mitigée. De plus, elle participe aux deux épisodes suivants de la saga : Tentation et Hésitation, ainsi qu'au quatrième et dernier volet de la saga, divisé en deux parties, respectivement sorties en 2011 et 2012.
Elle apparaît dans un épisode de l'éphémère série Viva Laughlin (en) et également dans un épisode de la série d'horreur fantastique Fear Itself.
Son expérience théâtrale et musicale lui donne l'occasion de jouer dans The Marc Pease Experience, aux côtés de Jason Schwartzman et Ben Stiller, où elle incarne une lycéenne de terminale qui s'investit dans la comédie musicale,.
En 2009, elle tient dans le film Elsewhere le rôle principal, celui d'une jeune femme dont la meilleure amie (Tania Raymonde) a disparu. La même année, elle incarne Natalie Keener, jeune et ambitieuse collaboratrice d'un spécialiste du licenciement dans In the Air, adaptation cinématographique du roman éponyme de Walter Kirn réalisé par Jason Reitman. Elle partage la vedette avec George Clooney et Vera Farmiga. Pour son rôle dans ce film, elle est nommée au National Board of Review de la meilleure actrice dans un second rôle, suivi de nombreux prix critiques et plusieurs nominations dans la catégorie meilleure actrice dans un second rôle, notamment pour Golden Globe, le SAG Award et l'Oscar.

#### Pitch Perfectet diversification (depuis 2010)

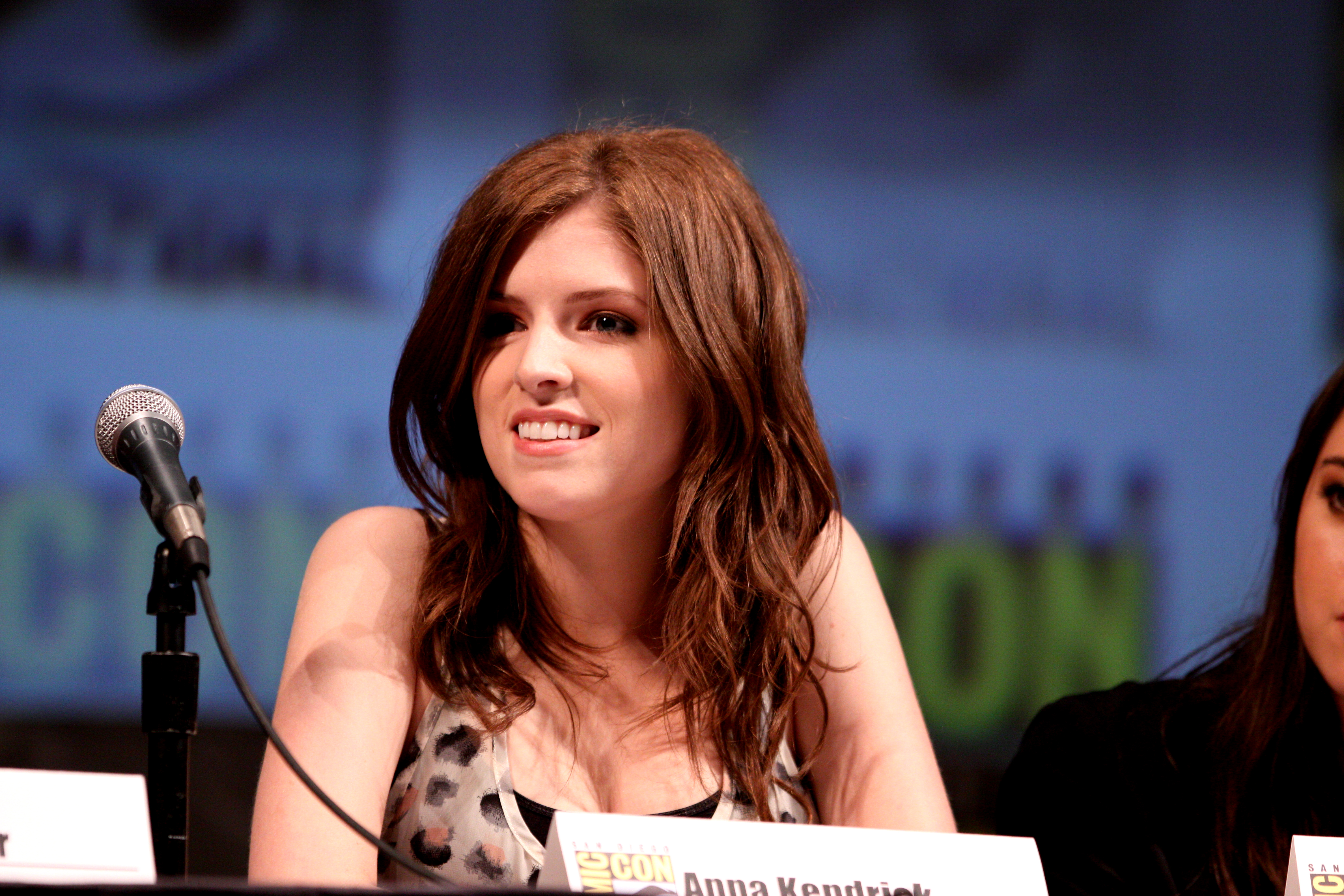
Anna Kendrick au Comic-Con de San Diego en 2010 pour la promotion de Scott Pilgrim.

En 2010, elle incarne Stacey, la sœur du personnage principal dans Scott Pilgrim, adaptation du comic éponyme par le cinéaste anglais Edgar Wright, et enchaîne avec le tournage de la comédie dramatico-sentimentale 50/50, aux côtés de Joseph Gordon-Levitt et Seth Rogen. Elle apparaît ensuite dans le clip Pow Pow, du groupe LCD Soundsystem.

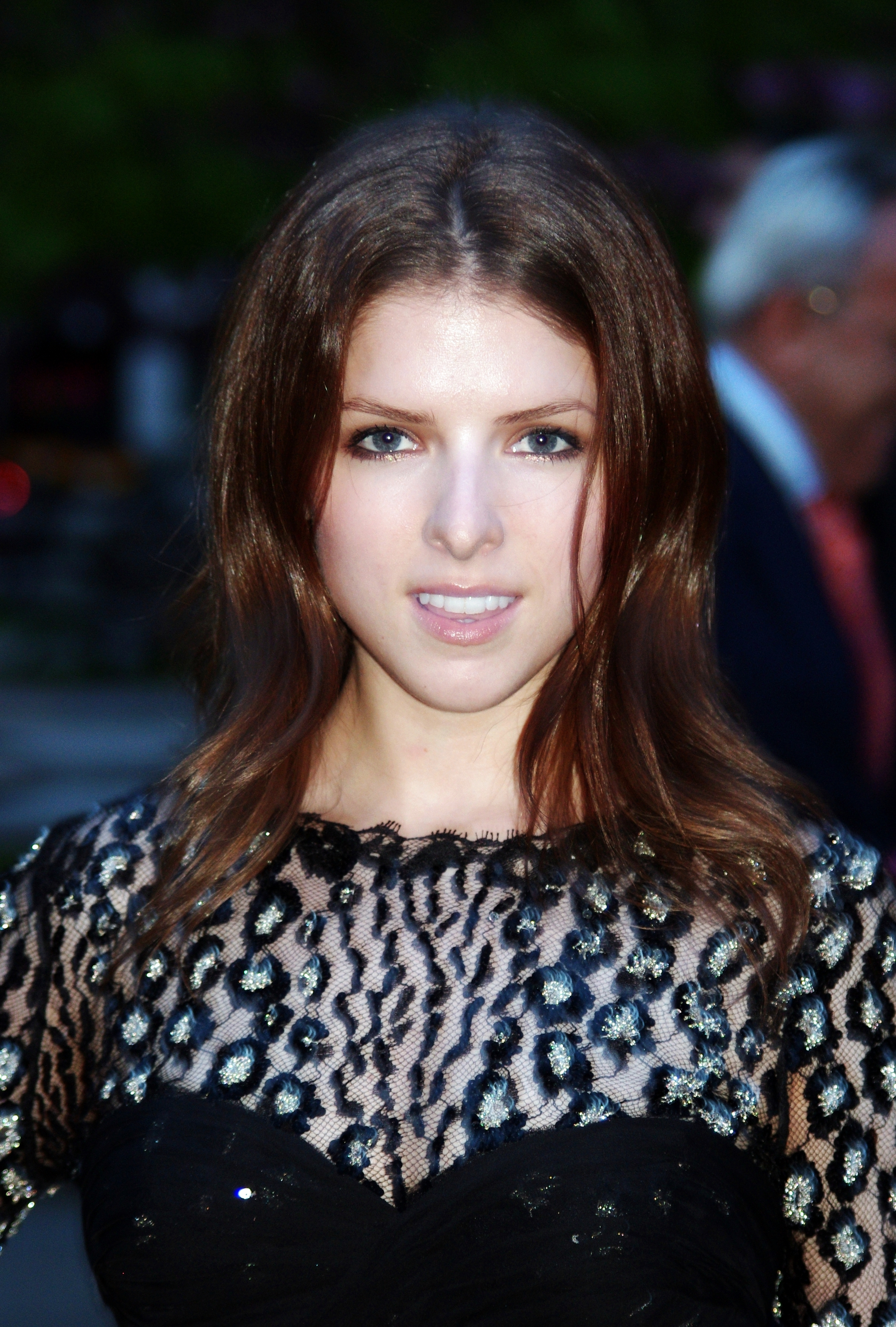
Anna Kendrick au festival du film de Tribeca 2011.

En 2012, elle tient le rôle de Janet, la compagne du personnage joué par Jake Gyllenhaal dans le thriller End of Watch, puis incarne Beca, jeune étudiante qui chante a cappella avec un groupe d'outsiders, dans la comédie The Hit Girls. Ce film est un succès partout dans le monde, surtout grâce à sa chanson When I'm Gone, qui se classe à la 6e place du Billboard Hot 100. La même année, elle fait partie de la large distribution de la comédie chorale Ce qui vous attend si vous attendez un enfant aux côtés notamment de Chace Crawford, Cameron Diaz et Jennifer Lopez.
En 2013, elle enchaîne avec l'acclamée comédie dramatique indépendante Drinking Buddies, de Joe Swanberg, et la comédie potache fantastique Rapture-Palooza, de Paul Middleditch.
L'année 2014 lui permet d'être à l'affiche de multiples films. Elle est d'abord à l'affiche d'un autre projet indépendant, la comédie horrifique The Voices, réalisée par Marjane Satrapi, et menée par Ryan Reynolds. Elle participe ensuite à la comédie horrifique Life After Beth avec Aubrey Plaza dans le rôle-titre, et au drame indépendant Cake, où elle donne la réplique à la star Jennifer Aniston le temps de quelques scènes. Elle capitalise enfin sur le succès de The Hit Girls, en donnant la réplique à Jeremy Jordan dans la comédie dramatique musicale The Last Five Years, écrite et réalisée par Richard LaGravenese. Puis, elle fait partie de distribution de stars de la comédie musicale fantastique Into the Woods de Rob Marshall, où elle prête ses traits à Cendrillon, et évolue aux côtés de Meryl Streep et Emily Blunt. Enfin, elle retrouve le réalisateur Joe Swanberg pour un autre film indépendant, la comédie dramatique Happy Christmas.

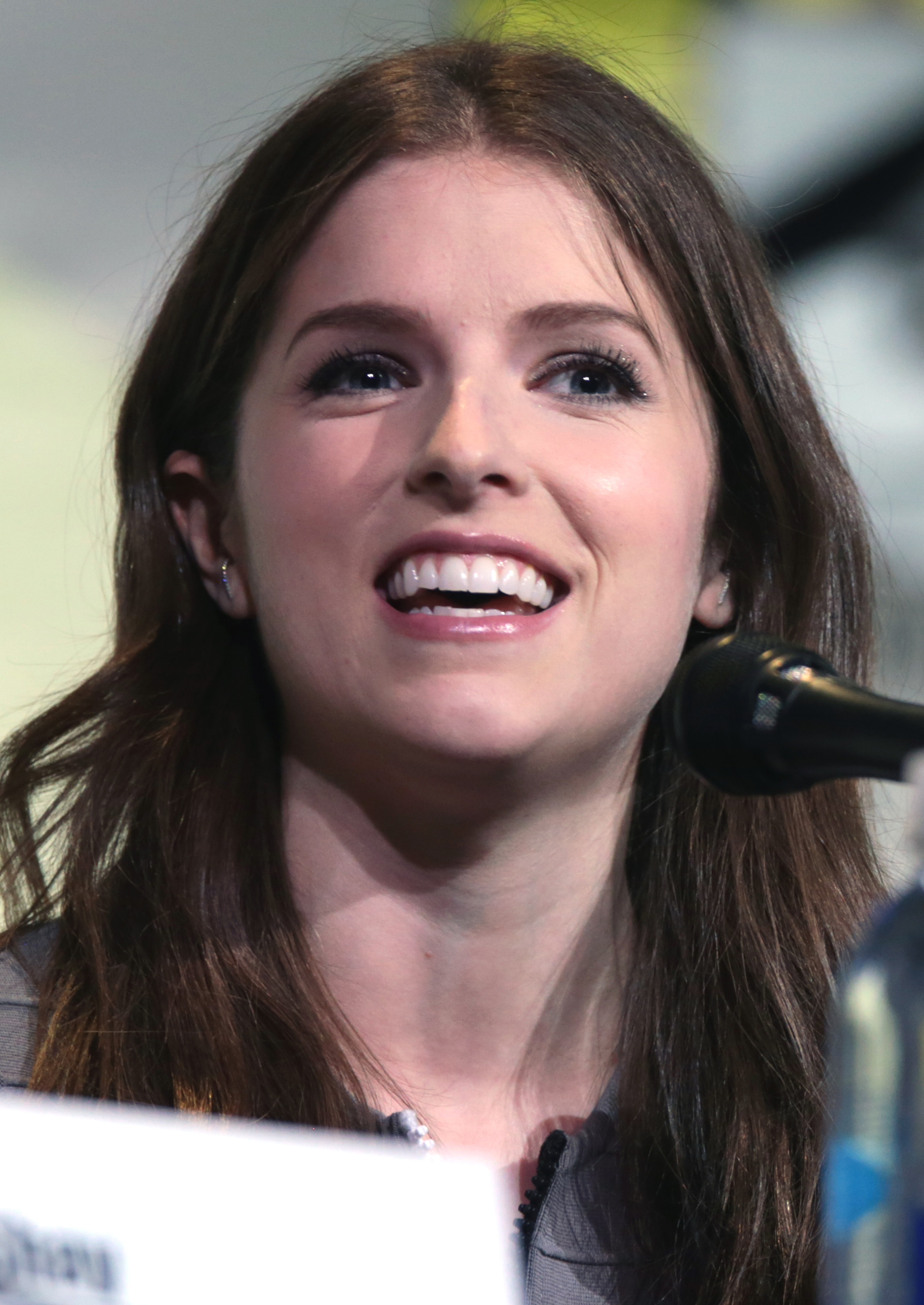
L'actrice au Comic-Con de San Diego en 2016 pour la promotion de Les Trolls.

En 2015, elle confirme son intégration à la bande d'acteurs entourant ce cinéaste, en interprétant un rôle secondaire dans le drame Digging for Fire. Et sur un versant plus commercial, elle revient surtout dans le rôle de Beca pour Pitch Perfect 2, cette fois sous la direction d'Elizabeth Banks. Elle conclut cette année en interprétant le premier rôle féminin du drame indépendant La Famille Hollar, avec et de John Krasinski, puis en jouant dans les comédies Mr. Right et Get a Job.
Elle enchaîne avec une année 2016 chargée, puisqu'elle confirme d'abord sa percée dans le cinéma indépendant en jouant dans la comédie dramatique Table 19, écrite par les Frères Duplass, puis est à l'affiche du drame Mr. Wolff, de Gavin O'Connor, avec Ben Affleck. Son été est marqué par la sortie de la comédie Hors contrôle, avec Zac Efron et Aubrey Plaza, avant d'enchaîner le tournage de Pitch Perfect 3.
En 2018, elle joue dans le film L'Ombre d'Emily de Paul Feig,.
En octobre 2024, Anna Kendrick sort sur Netflix son premier long métrage intitulé Une femme en jeu.

## Théâtre
- High Society, comédie musicale de Cole Porter (paroles additionnelles : Susan Birkenhead et livret d'Arthur Kopit), d'après le livre The Philadelphia Story de Philip Barry, mise en scène par Christopher Renshaw et joué au St. James Theatre (27 avril - 30 août 1998) : Dinah Lord[24]
- A Little Night Music, comédie musicale de Stephen Sondheim, sur un livret de Hugh Wheeler inspiré du film Sourires d'une nuit d'été d'Ingmar Bergman, joué au New York City Opera (2003) : Frederika

## Filmographie

### Actrice

#### Cinéma
- 2003 : Camp de Todd Graff : Fritzie Wagner
- 2007 : Rocket Science de Jeffrey Blitz : Ginny Ryerson
- 2008 : Twilight, chapitre I : Fascination (Twilight) de Catherine Hardwicke : Jessica Stanley
- 2009 : Elsewhere de Nathan Hope : Sarah
- 2009 : The Marc Pease Experience de Todd Louiso : Meg Brickman
- 2009 : In the Air (Up in the Air) de Jason Reitman : Natalie Keener
- 2009 : Twilight, chapitre II : Tentation (New Moon) de Chris Weitz : Jessica Stanley
- 2010 : Twilight, chapitre III : Hésitation (The Twilight Saga: Eclipse) de David Slade : Jessica Stanley
- 2010 : Scott Pilgrim (Scott Pilgrim vs. the World) d'Edgar Wright : Stacey Pilgrim
- 2011 : 50/50 de Jonathan Levine : Katie
- 2011 : Twilight, chapitre IV : Révélation, 1re partie (The Twilight Saga: Breaking Dawn - Part One) de Bill Condon : Jessica Stanley
- 2012 : Ce qui vous attend si vous attendez un enfant (What to Expect When You're Expecting) de Kirk Jones : Rosie
- 2012 : L'Étrange Pouvoir de Norman de Chris Butler et Sam Fell : Courtney Babcock (voix originale)
- 2012 : Sous surveillance (The Company You Keep) de Robert Redford : Diana
- 2012 : End of Watch de David Ayer : Janet
- 2012 : The Hit Girls (Pitch Perfect) de Jason Moore : Beca Mitchell
- 2013 : Drinking Buddies de Joe Swanberg : Jill
- 2013 : Rapture-Palooza de Paul Middleditch : Lindsey
- 2014 : Happy Christmas de Joe Swanberg : Jenny
- 2014 : Life After Beth de Jeff Baena : Erica Wexler
- 2014 : The Voices de Marjane Satrapi : Lisa
- 2014 : The Last Five Years de Richard LaGravenese : Cathy Hyatt
- 2014 : Into the Woods de Rob Marshall : Cendrillon
- 2014 : Cake de Daniel Barnz : Nina
- 2015 : Digging for Fire de Joe Swanberg : Alicia
- 2015 : Pitch Perfect 2 d'Elizabeth Banks : Beca Mitchell
- 2015 : Get a Job de Dylan Kidd : Jillian Stewart
- 2015 : Mr. Right de Paco Cabezas : Martha McKay
- 2016 : Hors contrôle de Jake Szymanski : Alice
- 2016 : La Famille Hollar (The Hollars) de John Krasinski : Rebecca
- 2016 : Les Trolls (Trolls) de Mike Mitchell et Walt Dohrn : princesse Poppy (voix originale)
- 2016 : Mr. Wolff (The Accountant) de Gavin O'Connor : Dana Cummings
- 2017 : Table 19 de Jeffrey Blitz : Eloise McGarry
- 2017 : Pitch Perfect 3 de Trish Sie : Beca Mitchell
- 2018 : L'Ombre d'Emily (A Simple Favor) de Paul Feig : Stephanie Smothers
- 2019 : Noëlle de Marc Lawrence : Noelle Claus
- 2019 : The Day Shall Come de Chris Morris : Kendra Black
- 2020 : Les Trolls 2 : Tournée mondiale (Trolls World Tour) de Ryan Quincy, Walt Dohrn et David P. Smith : princesse Poppy (voix originale)
- 2021 : Le Passager nº 4 (Stowaway) de Joe Penna : Zoe Levenson
- 2022 : Alice, Darling : Alice
- 2023 : Les Trolls 3 (Trolls Band Together) de Tim Heitz et Walt Dohrn : princesse Poppy (voix originale)
- 2023 : Self Reliance de Jake Johnson : Maddy
- 2024 : Une femme en jeu : Cheryl Bradshaw
- 2025 : L'Ombre d'Emily 2 (Another Simple Favor) de Paul Feig : Stephanie Smothers

#### Télévision
- 2003 : The Mayor de James Widdoes : Sadie Winterhalter (téléfilm)
- 2007 : Viva Laughlin : Holly (saison 1, épisode 2 : What a Whale Wants)
- 2009 : Fear Itself : Shelby (saison 1, épisode 11 : The Spirit Box (en))
- 2020 : Dummy : Cody
- 2020 : Love Life : Darby Carter (rôle principal)

#### Clips
- 2010 : Pow Pow de LCD Soundsystem réalisé par David Ayer
- 2013 : Cups d'Anna Kendrick
- 2015 : Sing de Pentatonix
- 2020 : Don't Slack de Justin Timberlake

### Réalisatrice
- 2023 : Une femme en jeu (Woman of the Hour)

## Distinctions

### Récompenses
- 1998 : Theatre World Award pour High Society[25]
- 2009 :
  - Toronto Film Critics Association Awards, meilleur second rôle pour In the Air[26]
  - North Texas Film Critics Association de la meilleure actrice dans un second rôle pour In the Air
  - NBR Award de la meilleure actrice dans un second rôle pour In the Air
  - Austin Film Critics Award de la meilleure actrice dans un second rôle pour In the Air.
- 2010 :
  - MTV Movie Award de la meilleure révélation pour In the Air
  - Palm Springs International Film Festival - Actrice montante pour In the Air[26]
- 2013 : MTV Movie Awards du meilleur moment musical pour The Hit Girls (2012), partagé avec Rebel Wilson, Anna Camp, Brittany Snow, Alexis Knapp, Ester Dean et Hana Mae Lee.
- 2015 : Teen Choice Awards : 
  - Meilleure actrice dans un film de comédie pour Pitch Perfect 2
  - Meilleure crise de colère pour Pitch Perfect 2
  - Meilleure alchimie pour Pitch Perfect 2, partagé avec Brittany Snow

### Nominations
- 1998 :
  - Drama Desk Award de la meilleure actrice dans une comédie musicale pour High Society[25]
  - Tony Award de la meilleure actrice dans une comédie musicale pour High Society[25]
- 2004 :
  - Chlotrudis Awards de la meilleure actrice dans un second rôle pour Camp[26]
  - Independent Spirit Award de la meilleure débutante pour Camp[26]
- 2008 : Independent Spirit Award de la meilleure actrice dans un second rôle pour Rocket Science[26]
- 2009
  - Satellite Award de la meilleure actrice dans un second rôle pour In the Air[26]
  - CFCA Award de la meilleure actrice dans un second rôle pour In the Air[26]
  - WAFCA Award de la meilleure actrice dans un second rôle et de la meilleure performance pour In the Air[26]
- 2010 :
  - OFCS Award de la meilleure actrice dans un second rôle pour In the Air[26]
  - DFCS Award de la meilleure actrice dans un second rôle pour In the Air
  - Screen Actors Guild Award de la meilleure actrice dans un second rôle pour In the Air[26]
  - Critics Choice Award de la meilleure actrice dans un second rôle pour In the Air[26]
  - BAFTA Film Award de la meilleure actrice dans un second rôle pour In the Air[26]
  - Empire Award de la nouvelle venue pour In the Air et Twilight, chapitre II : Tentation[26]
  - IFTA Award de la meilleure actrice internationale pour In the Air[26]
  - Golden Globe de la meilleure actrice dans un second rôle pour In the Air[26]
  - Oscar de la meilleure actrice dans un second rôle pour In the Air[26]
  - People Choice Award de la meilleure révélation féminine[26]
- 2016 : Teen Choice Awards : Meilleure actrice dans un film de comédie pour Mr. Right
- 2017 : 43e cérémonie des People's Choice Awards : 
  - Actrice préférée d'un film
  - Actrice comique préférée

## Voix francophones
En France, Karine Foviau est la voix régulière d'Anna Kendrick.
Au Québec, Catherine Bonneau est la voix régulière de l'actrice.